# Ni Dieu ni Maître (album de Trust)
Pour les articles homonymes, voir Ni Dieu ni maître.
Albums de Trust
A Live
(1997) Still A-live
(2000)
Ni Dieu ni Maître est le huitième album du groupe de hard rock français Trust, sorti en 2000, retiré des ventes trois mois plus tard après une dispute entre Bonvoisin et Krief. L'album n'a jamais été défendu sur scène et à chacune de ses reformations, le groupe met un point d'honneur à ne jamais en interpréter la moindre chanson... et à ne jamais répondre en interview à la moindre question portant sur le disque. Le titre "Pensées" est un instrumental composé uniquement par Nono.

## Liste des morceaux
| No  | Titre                                        | Auteur                  | Durée |
| --- | -------------------------------------------- | ----------------------- | ----- |
| 1.  | Manque de trop                               | Bonvoisin, Krief, Jacob | 3:53  |
| 2.  | Question d'éthique                           | Bonvoisin, Krief, Jacob | 3:03  |
| 3.  | Fin de siècle                                | Bonvoisin, Krief, Jacob | 4:35  |
| 4.  | Edouard                                      | Bonvoisin, Krief, Jacob | 4:33  |
| 5.  | Môrice                                       | Bonvoisin, Krief, Jacob | 2:54  |
| 6.  | Révolutionnaire                              | Bonvoisin, Krief, Jacob | 3:50  |
| 7.  | Maréchal                                     | Bonvoisin, Krief, Jacob | 3:27  |
| 8.  | Dieu est conservateur, le diable est libéral | Bonvoisin, Krief, Jacob | 3:50  |
| 9.  | Chaque Homme                                 | Bonvoisin, Krief, Jacob | 3:24  |
| 10. | Drôles de gens                               | Bonvoisin, Krief        | 3:02  |
| 11. | Chair & Honneur                              | Bonvoisin, Krief, Jacob | 5:17  |
| 12. | Pensées                                      | Krief                   | 3:59  |

## Formation
- Bernie Bonvoisin : chant
- Norbert "Nono" Krief : guitare
- David Jacob : basse
- Hervé Koster : batterie